# 1763年宣言

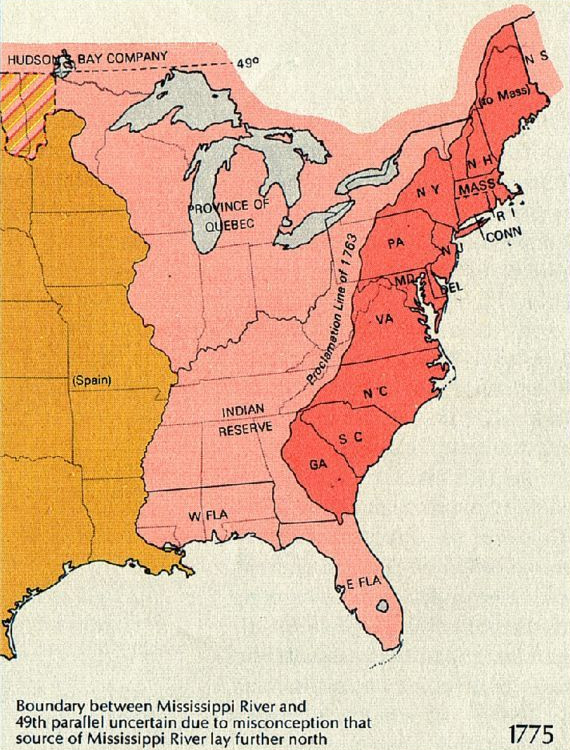
北アメリカの東部。1763年宣言で赤色と桃色着色部の境界が引かれた。

1763年宣言（1763ねんせんげん、英: Royal Proclamation of 1763）は、フレンチ・インディアン戦争/七年戦争の終結に伴い、北アメリカのフランス領を獲得したイギリスが1763年10月7日、イギリス国王ジョージ3世の名で発した宣言である。宣言の目的は、イギリスの広大な北アメリカ領土を組織化し、西部辺境における毛皮取引、入植および土地の購入の規則を定めて、北アメリカ・インディアンとの関係を安定させることであった。基本的に、アメリカの植民地人に対してはアパラチア山脈の西側で入植や土地の購入を禁じた。さらに、この宣言はイギリス王室にアメリカ先住民族から購入した土地を独占的に取引する権利を宣言していた。これに対して、既に当該地域に土地を所有していた多くの植民地人は憤りを募らせることになった。

## 先住民族の土地
1763年時点で大英帝国の直面する最大の問題は、1763年のパリ条約でフランスから獲得した領土に住む北アメリカ・インディアンとの和平を保つことであった。特に五大湖地方に住み多くの先住民族はフランスと長い間密接な関係を続けてきており、イギリスの支配下に入ったことで混迷していた。ポンティアック戦争 (1763-1766)は、以前フランスが領有権を主張していた土地をイギリスが占有することを阻止するために先住民族が起こしたものであったが、不成功に終わった。1763年宣言はポンティアック戦争以前に発効されていたが、紛争の勃発によりその実行が急務となった。イギリス政府の役人はアメリカ・インディアンにイギリスの規則を認めさせ、それ以上の敵対的行動を抑えようと考えた。
この宣言は大西洋岸にあるイギリスの植民地と、アパラチア山脈の西側のアメリカ・インディアン保有地との境界線（「宣言線」と呼ばれた）を定めた。宣言線は白人とアメリカ・インディアンとの間の恒久的な境界を意図したものではなく、順を追って法的な手段でさらに西方に利用可能な土地を増やしていくための一時的なものであった。アメリカ・インディアンの土地をめぐって過去に問題を起こしてきた私的な取引を禁止し、その代わりに、「当該インディアンとの公的な集会あるいは議会で」イギリスの役人が土地の取引を行うこととしていた。さらに植民地人の宣言線を越えた移動と入植を禁じ、植民地の役人は本国の承認なくしては土地の所有権を特許してはならないものとした。この宣言はイギリス王室にアメリカ・インディアンから独占的に土地を購入する権利を与えていた。
歴史家のコリン・キャロウェイによれば、「この宣言が民族の主権を認識していたか、あるいは少しずつ蝕んでいくこととしていたかはどちらにも否定的である」としている。宣言の文脈からは、すべての土地が究極的にイギリスに属するものと考えていたのは明らかである。しかし、この宣言で先住民族には過去に占有していた土地に対するある種権利があり、一方で先住民族の主張には関わり無くイギリスが土地の特許を行えるとした重要な先例になった。
この宣言後直ぐに、多くのイギリス人植民者や土地投機家が宣言線に異議を唱えた。既に宣言線を越えて多くの入植者が入っており（ポンティアック戦争の時は一時的に退去した者もいる）、まだ多くの土地に関する訴訟が収まっていなかった。実際のところ、宣言自体は七年戦争に従軍したイギリス軍兵士に土地を特許されるようにしたものだった。著名なアメリカの植民者とイギリスの土地投機家が組んでイギリス政府に働きかけ宣言線を西に動かそうとした。その結果、境界線はアメリカ・インディアンとの一連の条約により調整されることになった。スタンウィックス砦条約、ハード・レーバーの条約（共に1768年）、およびロッハーバーの条約（1770年）により、現在のウエストバージニア州、およびケンタッキー州の大部分がイギリス人に入植可能となった。

## 新しい植民地の組織
1763年宣言は植民地の拡張の取り決めを行う他に、新しく獲得した旧フランス領の管理方法も決めた。4つの地域について政府を創った。ケベック、西フロリダ、東フロリダおよびグレナダである。これらの地域はイギリス政府の指名する総督あるいは評議会の下で議会議員を選出することが認められ、イギリスや植民地法に基づいてその地域固有の法律や条令を作ることになった。一方で、新しい植民地はイギリス本国で生まれた者と同じ権利を享受することになったが、これはアメリカにおけるイギリス人植民者が何年もその権利獲得のために闘争を続けていたものだった。イギリス人植民者にとってさらに侮辱的なことは、民事および刑事裁判所が控訴権までそなえて設立されたことであった。植民地では、1764年の砂糖法や1765年の印紙法に違反して告訴された者は海事裁判所に掛けられることになっており、嫌疑が掛けられた者が無実を証明できるまでは有罪と考えられていた。

## 遺産
1763年宣言が後のアメリカ独立戦争 (1775-1783)に及ぼした影響については様々に解釈されてきた。多くの歴史家は先述のように幾つかの条約で入植できる土地が広がったために、1768年以降の緊張関係の主要な種ではなくなったとしている。しかし植民地人に憤慨を与えたことで、植民地と母国との間の溝を深めたとする歴史家もいる。
アメリカ合衆国においては、1783年のパリ条約で問題の土地がイギリスよりアメリカに委譲されたために、1763年宣言は効力を失った。その後合衆国政府は辺境における暴力を阻止する大問題に直面することになり、結果的には1763年宣言と類似した政策を採ることになった。一連のインディアンとの友好法の最初のものは1790年に決議され、アメリカ先住民の土地での違法な取引や通行を禁じた。さらに、1823年のジョンソン対マッキントッシュの最高裁による判例で、私人ではなくアメリカ合衆国政府のみがアメリカ先住民から土地を購入できるものとなった。
1763年宣言はイギリス領北アメリカ、特にアッパー・カナダとルパート・ランドにおける先住民固有の領土については有効であった。この宣言はカナダの先住民、ファースト・ネーションズ、エスキモーおよびメイティの土地に関する所有権主張の基になっている。1763年宣言は「カナダ権利と自由の憲章」の第25章にも言及されている。